# Paracornulum strepsichela
Paracornulum strepsichela är en svampdjursart som först beskrevs av Arthur Dendy 1922.  Paracornulum strepsichela ingår i släktet Paracornulum och familjen Acarnidae. Inga underarter finns listade i Catalogue of Life.